# Аллен, Грейси
Грейси Аллен (англ. Gracie Allen; 26 июля 1895, Сан-Франциско — 27 августа 1964, Лос-Анджелес) — американская комедийная актриса, которая стала всемирно известной после участия в «Шоу Джорджа Бёрнса и Грейси Аллен». За вклад в искусство актриса была удостоена собственной звезды на голливудской «Аллее славы».
Актриса долгое время боролась с болезнью сердца, и в конечном счёте умерла от сердечного приступа в Голливуде в 1964 году. Она была похоронена в склепе в мавзолее кладбища Форест-Лаун. Её муж Джордж Бёрнс был похоронен рядом с ней 32 года спустя. «„Gracie Allen and George Burns — Together Again“, reads the engraving on the marker».

## Фильмография

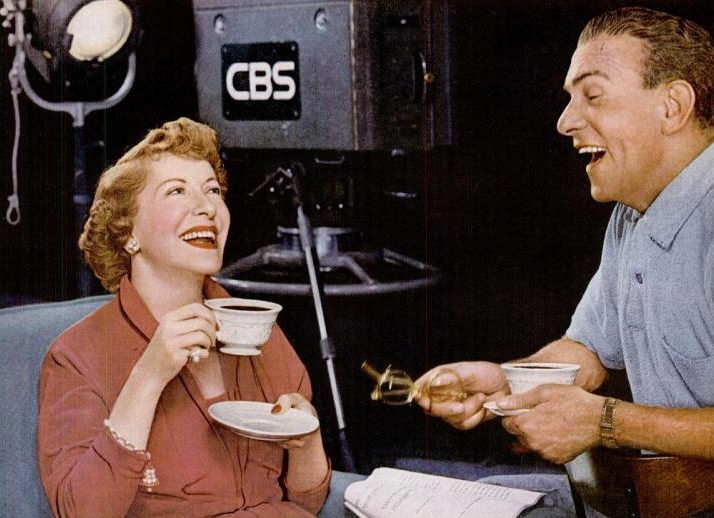
Burns and Allen (1953)

- «Бараньи отбивные» (Lambchops) (короткометражный, 1929) — сама себя
- Fit to Be Tied (короткометражный, 1930) — продавщица мисс Аллен
- Pulling a Bone (короткометражный, 1931) — Грейси
- The Antique Shop (короткометражный, 1931) — мисс Аллен
- Once Over, Light (короткометражный, 1931) — маникюрша Грейс
- Oh, My Operation (короткометражный, 1932) — Нурс Аллен
- The Babbling Book (короткометражный, 1932) — Грейс Аллен
- «Большое радиовещание» (The Big Broadcast) (1932) — Грейси
- Your Hat (короткометражный, 1932) — Грейси Аллен
- Let’s Dance (короткометражный, 1933) — Грейси, хозяйка дансинга
- Walking the Baby (короткометражный, 1933) — Мэми
- «Международный дом» (International House) (1933) — Нурс Аллен
- «Школа юмора» (College Humor) (1933) — Грейси
- Hollywood on Parade No. A-9 (короткометражный, 1933) — сама себя; в титрах не указана
- «Шестеро одинаковых» (Six of a Kind) (1934) — Грейси Деворе
- «Не одеваясь» (We’re Not Dressing) (1934) — Грейси Мартин
- «До скорой встречи» (Many Happy Returns) (1934) — Грейси
- Love in Bloom (1935) — Грейси Дауни
- Here Comes Cookie (1935) — Грейси Аллен
- «Большое радиовещание в 1936 году» (The Big Broadcast of 1936) (1935) — Грейси
- «Большое радиовещание в 1937 году» (The Big Broadcast of 1937) (1936) — миссис Плэтт
- «Каникулы» (College Holiday) (1936) — Каллиопа «Грейси» Доув
- «Девичьи страдания» (A Damsel in Distress) (1937) — Грейси
- «Школа свинга» (College Swing) (1938) — Грейси Алден
- «Гонолулу» (Honolulu) (1939) — Миллисент «Милли» де Грассе
- The Gracie Allen Murder Case (1939) — Грейси Аллен
- «Мистер и миссис Норт» (Mr. and Mrs. North) (1942) — Памела «Пэм» Норт
- «Две девушки и моряк» (Two Girls and a Sailor) (1944) — сама себя
- «Городской тост» (Toast of the Town) (сериал, 1948—1971) — сама себя
- «Шоу Джорджа Бёрнса и Грейси Аллен» (The George Burns and Gracie Allen Show) (сериал, 1950—1958) — Грейси Аллен
- «Программа Джека Бенни» (The Jack Benny Program) (сериал, 1950—1965) — сама себя
- Screen Snapshots: Memories of Famous Hollywood Comedians (короткометражный, хроника, 1952) — сама себя
- Screen Snapshots Series 33, No. 10: Hollywood Grows Up (короткометражный,1954) — сама себя
- «Кульминация» (Climax!) (сериал, 1954—1958) — сама себя
- «Шоу Джорджа Бёрнса» (The George Burns Show) (сериал, 1958—1959) — Норма Уиллис
- «Американские мастера» (American Masters) (сериал, хроника, 1983) — сама себя
- Gracie Allen: The Better Half (хроника, 2002) — сама себя

## Премия имени Грейси Аллен
Премия Грейси Аллен (англ. Gracie Allen Award) вручается женщинам, внёсшим большой вклад в сфере радио и телевидения.